# ستيف جونز (لاعب كريكت)
ستيف جونز (1 يوليو 1949 بسيدني في أستراليا - ) (بالإنجليزية: Steve Jones)‏ هو لاعب كريكت أسترالي. لعب مع فريق غرب أستراليا للكريكت ‏.

## وصلات خارجية
- ستيف جونز على موقع إي آس بي آن كريك إنفو (الإنجليزية)